# Moses Hess

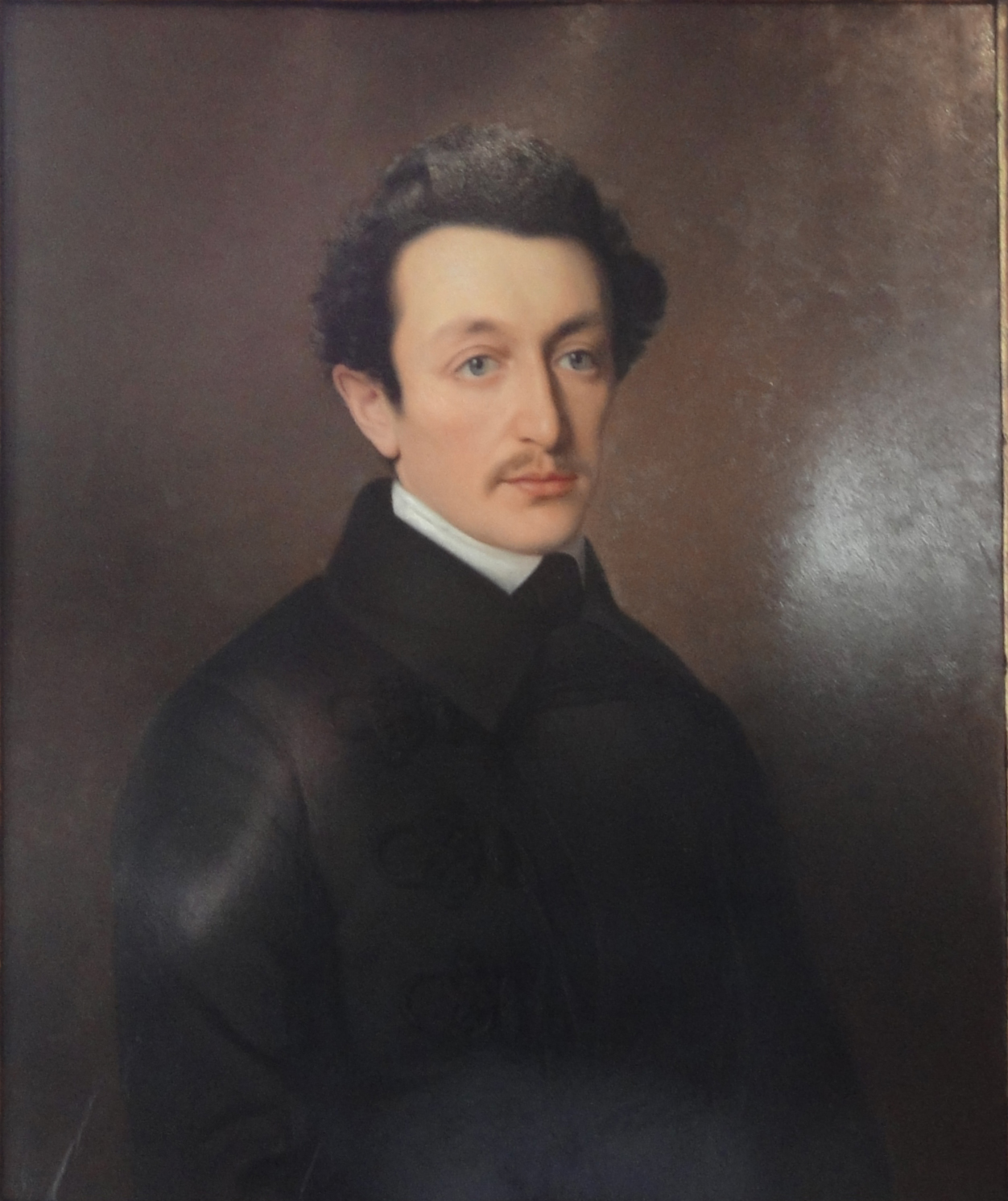
Portret Mosesa Hessa z 1846 roku

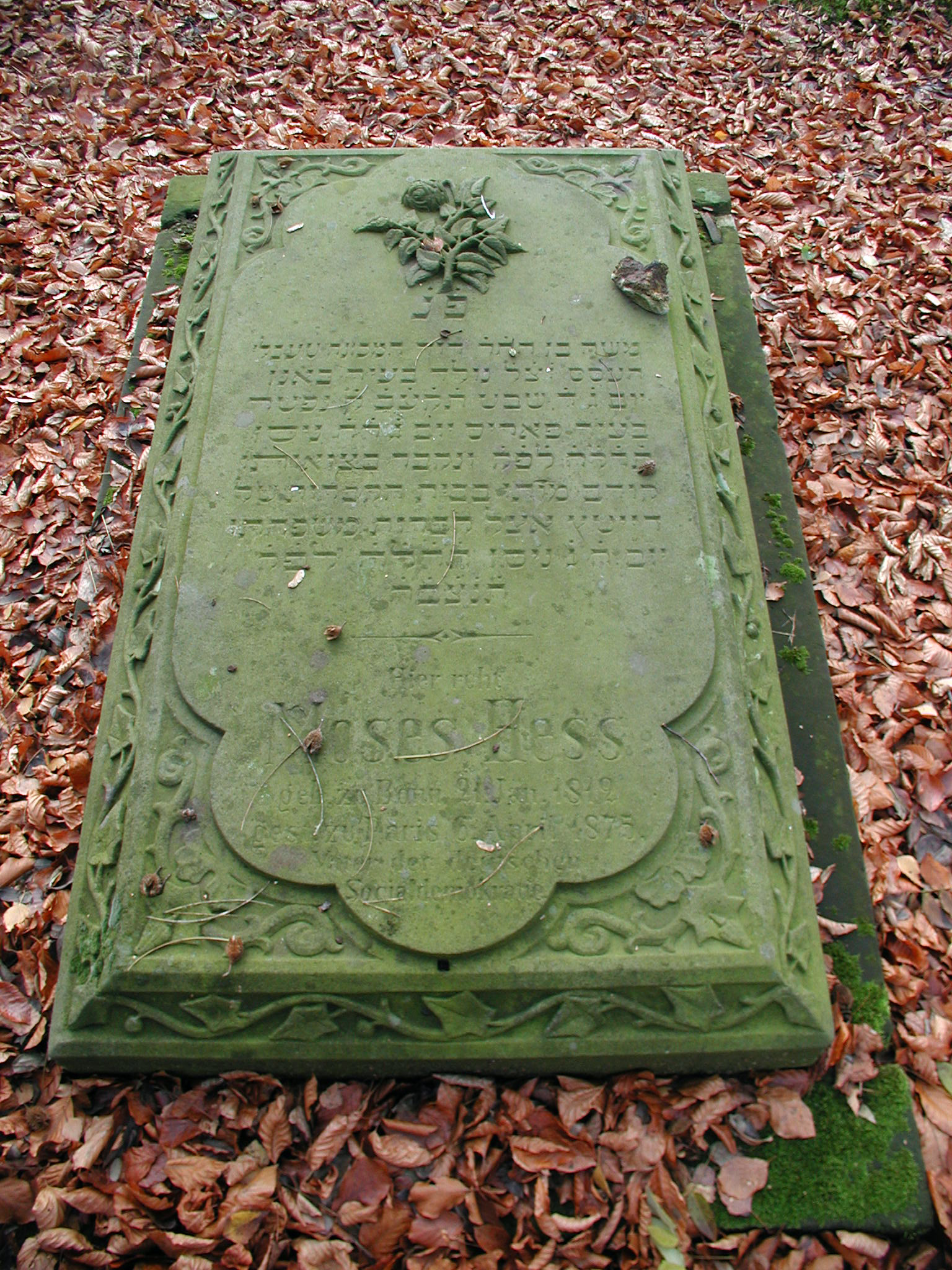
Pierwotny grób M. H. w Kolonii

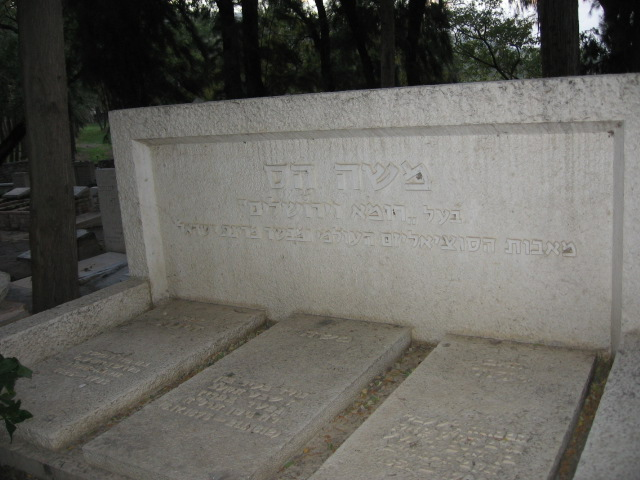
Grób M. H. w Izraelu

Moses Hess (ur. 21 stycznia 1812 w Bonn, zm. 6 kwietnia 1875 w Paryżu) – niemiecki pisarz i filozof żydowskiego pochodzenia, ideolog ruchu socjalistycznego w Europie. Prekursor syjonizmu i ojciec syjonizmu socjalistycznego.

## Życiorys

### Dzieciństwo i młodość
Hess urodził się w Bonn w istniejącym wówczas Związku Reńskim zależnym od Cesarstwa Francuskiego. Jego ojciec był ordynowanym rabinem, jednak nie pracował w tym zawodzie. W 1817 roku rodzina Hessa przeprowadziła się do Kolonii, ale po krótkim czasie powróciła do Bonn. Jego dziadek dał mu tradycyjne religijne wychowanie żydowskie. W 1826 roku rodzice ponownie przeprowadzili się do Kolonii, gdzie młody 14-letni Hess otrzymał ogólne świeckie wykształcenie. W okresie dojrzewania zaangażował się w działalność radykalnego ruchu i w okresie tym używał imienia Moritz. Później jednak powrócił do hebrajskiego imienia Moses (Mojżesz), aby podkreślić swój związek z judaizmem. W 1830 roku rozpoczął studia filozofii na Uniwersytecie w Bonn. Studiów nie ukończył.

### Działalność socjalistyczna
Po przerwaniu studiów Hess zajął się pisarstwem i założył jedną z pierwszych socjalistycznych gazet codziennych w Kolonii. W 1837 roku wydał swoją pierwszą książkę zatytułowaną „Święta Historia Ludzkości. Od ucznia Spinozy” (niem. Die heilige Geschichte der Menschheit. Von einem Jünger Spinoza’s). Przedstawił w niej oryginalną interpretację filozofii Spinozy. Jego przełomowa koncepcja zwracała uwagę na moralne podstawy życia politycznego. Podstawy tej koncepcji wynikały z tradycyjnego żydowskiego wychowania Hessa i opierały się na ustawodawstwie prawa mojżeszowego (np. ustawowe dni odpoczynku w szabat i rok jubileuszowy, który wyrównywał społeczne nierówności i wyzwalał z długów). Hess uważał, że chrześcijaństwo doprowadziło do zerwania więzi między państwem a moralnością („... Oddajcie więc Cezarowi to, co należy do Cezara, a Bogu to, co należy do Boga.”). Inspirowany przez Spinozę, Hess proponował powrót do moralnego wymiaru życia społecznego. W ten sposób wpisywał się w grono ideologów ruchu socjalistycznego w Europie. W 1841 roku opublikował drugą książkę pt. „Europejska Triarchia” (niem. Die Europäische Triarchie), w której zaproponował integrację europejskiego ruchu dążącego do radykalnych zmian – była to więc wczesna koncepcja utworzenia czegoś w formie Unii Europejskiej, w której swobodnie mogliby działać brytyjscy, francuscy i niemieccy radykalni działacze socjalistyczni. Paradoksem jest, że socjalistyczne poglądy Hessa zostały opublikowane po raz pierwszy w Niemczech, a potrzeba żydowskiej jedności narodowej została wyrażona w postaci integracji europejskiej. Natomiast potrzeba wprowadzenia rewolucyjnych i socjalistycznych zmian społecznych miała podstawę w Mojżeszu.
Hess był jednym z pierwszych ideologów socjalizmu w Niemczech. Na początku lat 40. XIX wieku założył czasopismo w którym publikował swoje artykuły społeczne. Wraz z upływem czasu stawały się one coraz bardziej socjalistyczne. Opowiadał się za żydowską integracją w uniwersalnym socjalistycznym ruchu. Był przyjacielem i współpracownikiem Karola Marksa i Fryderyka Engelsa. Nie przyjął jednak nigdy socjalizmu naukowego z teorią materializmu. Hess nieustannie starał się połączyć idee socjalizmu z filozofią Spinozy. Dzięki jego staraniom Engels „nawrócił” się na komunizm, a także przedstawił Marksowi problemy socjalne i ekonomiczne ówczesnych czasów. Odegrał ważną rolę w transformacji heglowskiej teorii dialektycznego idealizmu w materializm dialektyczny Marksa. Hess był prawdopodobnie autorem kilku „marksowskich” sloganów i idei, takich jak określenie religii jako „opium ludu” (autorstwo tej maksymy przypisuje się jednak częściej Heinrichowi Heinemu). Później Hess wykazywał więcej krytycyzmu wobec idei bazowania całej historii na zależnościach ekonomicznych i walce klas, upatrując jej mechanizmów w walce ras lub narodowości.
W 1845 roku jako redaktor nadreńskiej gazety Rheinische Zeitung, przeniósł się do Belgii, a w okresie Wiosny Ludów w 1848 r. zamieszkał w Paryżu.  W 1849 roku Herzl udał się do Strasburga, gdzie spotkał się ze zbiegłymi niemieckimi rewolucjonistami. Później wrócił do Belgii, a następnie zamieszkał na stałe w Paryżu. W latach 1861–1863 Hess mieszkał w Związku Niemieckim, gdzie przewodniczył Stowarzyszeniu Robotników Niemieckich. W 1864 roku uczestniczył w założeniu pierwszej międzynarodowej organizacji robotniczej, Międzynarodowego Stowarzyszenia Robotników.

### Działalność syjonistyczna
Podczas pobytu w Niemczech Hess stał się świadkiem narastającej fali niemieckiego antysemityzmu. W tym czasie powrócił do swego żydowskiego imienia w celu zaprotestowania przeciwko tendencjom asymilacyjnym. Wówczas najprawdopodobniej powrócił do religii, w formie panteizmu zbliżonego do tego, jaki propagował Spinoza. W 1862 roku opublikował książkę pt. „Rzym i Jerozolima: Ostatnia kwestia narodowa” (niem. Rom und Jerusalem: Die letzte Nationalitätsfrage). Przeciwstawił się w niej popularnej wśród Żydów asymilacji i emancypacji, propagując powrót do Ziemi Izraela. Jako socjalista traktował państwo żydowskie w Palestynie jedynie jako wstępną fazę mesjanistycznego wyzwolenia ludzkości. Jako pierwszy nowoczesny syjonista dokonał uważnej analizy przebudzenia narodowego w Europie po Wiośnie Ludów. Zastanawiał się nad rozkwitem włoskiego nacjonalizmu, poglądami Giuseppe Mazziniego o liberalnym nacjonalizmie i niemiecką reakcją na to zjawisko. Doszedł do wniosku, iż jest to odpowiedni czas także na narodowe odrodzenie żydowskie, które nie będzie jednak tolerowane przez Niemców. Jego książka nawoływała do utworzenia żydowskiej socjalistycznej wspólnoty w Palestynie, co miało być jedyną odpowiedzią na wzrastający w Europie antysemityzm. Hess wierzył, że głównym celem świadomości ludzkiej jest tożsamość narodowa. U wszystkich narodów określa ona historyczną ojczyznę, i z tego powodu u narodu żydowskiego jedyną ojczyzną może być Ziemia Izraela. To dlatego wyraził pragnienie ustanowienia socjalistycznego państwa żydowskiego w Palestynie. Wykazał także zdolność narodu żydowskiego do stworzenia nowoczesnej kultury. Pomimo swoich świeckich socjalistycznych poglądów, Hess przyznał judaizmowi historyczną rolę w utrzymywaniu tożsamości narodowej Żydów i nie zgadzał się na reformy religijne.
Gdy w 1871 roku upadła Komuna Paryska, Hess wyjechał do Belgii i Szwajcarii. Potem powrócił do Paryża, gdzie zmarł w 1875 roku. Zgodnie z jego ostatnią wolą pochowano go na cmentarzu żydowskim w Kolonii. W 1961 roku jego prochy przeniesiono na cmentarz Kineret w Izraelu, gdzie spoczął obok innych syjonistycznych socjalistów, takich jak Nachman Syrkin, Dow Ber Borochow czy Berl Katznelson.

## Znaczenie
Książka i artykuły pisane przez Hessa pozostały w jego czasach niezauważone. Jego dzieła nie rozpoczęły żadnej politycznej aktywności czy dyskusji na większą skalę. Większość niemieckich Żydów opowiadało się za asymilacją i nie zwróciło uwagi na „niemodne” ostrzeżenia Hessa. Twórczość Hessa, podobnie jak „Samowyzwolenie” Leona Pinskera, uzyskała znaczenie dopiero w retrospektywie, kiedy to ruch syjonistyczny zaczął się krystalizować i zdobywać szerokie poparcie w późnych latach XIX wieku.
Jego nazwisko uwieczniono, nazywając izraelski moszaw Kefar Hess.

## Publikacje
- Geschichte der Heilige Menschheit. Von Spinozas Junger einem. 1837. Brak numerów stron w książce
- Die Europäische Triarchie. 1841. Brak numerów stron w książce
- Sozialismus und Kommunismus. 1842. Brak numerów stron w książce
- Die Philosophie der Tat. 1843. Brak numerów stron w książce
- Über das Geldwesen. 1845. Brak numerów stron w książce
- Rom und Jerusalem: Die letzte Nationalitätsfrage. 1862. Brak numerów stron w książce
- Pisma filozoficzne 1841-1850. Warszawa: Książka i Wiedza, 1963. Brak numerów stron w książce